# Rocco Ríos Novo
Rocco Ríos Novo (* 4. Juni 2002 in Los Angeles, Kalifornien, Vereinigte Staaten) ist ein argentinisch-US-amerikanischer Fußballtorhüter.

## Karriere

### Verein
Nachdem er mit seiner Familie bereits im jungen Alter nach Argentinien auswandert, begann er hier auch seine Laufbahn als Fußballspieler. Von der U20 von CA Lanús ging er Anfang 2019 in deren Zweite Mannschaft über. Im März 2021 wurde er dann an die Reserve-Mannschaft von Atlanta United ausgeliehen, wo er bis November 2021 verblieb und hier in der USL Championship zu einigen Einsätzen kam. Ab April 2022 folgte dann eine weitere Leihe, diesmal ging es zur ersten Mannschaft von Atlanta United, für welche er am 19. Juni des Jahres in der MLS bei einem 2:0-Sieg über Inter Miami debütierte. Auch in den folgenden Partien bis Anfang September stand er durchgehend im Tor. Zum Abschluss der Spielzeit bekam er dann noch einmal eine Halbzeit Spielzeit.
In der Saison 2023 verblieb er aber auch in den USA, wo es nun als Nächstes per Leihe für ihn nun erneut in die USLC nur diesmal zu Phoenix Rising ging, wo er mit diesen den USL Cup gewann. Diese Leihe wurde im Januar 2024 für eine weitere Saison bei dem Klub noch einmal verlängert. Im Jahr 2025 ist Rocco Ríos Novo an Inter Miami ausgeliehen.

### Nationalmannschaft
Mit der argentinischen U16 hatte er im März 2018 ein paar Freundschaftsspieleinsätze. Darauf folgte im nächsten Jahr mit der U17 die Südamerikameisterschaft 2019, wo er mit seinem Team dank des besseren Torverhältnisses auf Chile den Titel gewann. Dadurch war er mit seiner Mannschaft auch bei der Weltmeisterschaft 2019 vertreten, wo er mit dieser das Achtelfinale erreichte.
Im Oktober 2023 wurde er erstmals für die U23 für die Vorbereitung vor dem Qualifikationsturnier für Olympia nominiert. Dort kam er auch zu einem Kurzeinsatz. Bei dem Turnier selbst saß er aber in jeder Partie auf der Bank. Am Ende landete er mit seinem Team hier auf dem zweiten Platz der Endgruppe und qualifizierte sich so für die Spiele in Paris.